# ناتولین (شهرستان سوکوووف)
ناتولین (به لاتین: Natolin) یک روستا در لهستان است که در گمینا تسرانوو واقع شده‌است.